# Мартынов, Сергей Николаевич (дипломат)
Сергей Николаевич Мартынов (бел. Сяргей Мікалаевіч Мартынаў; род. 22 февраля 1953, Ленинакан, Армянская ССР, СССР) — белорусский государственный деятель и дипломат. Министр иностранных дел Республики Беларусь с 21 марта 2003 года по 20 августа 2012 года.

## Биография
Сергей Мартынов родился 22 февраля 1953 года в городе  Ленинакан.
Окончил Московский государственный институт международных отношений (1975).
Владеет английским и французским языками.
Женат, имеет двух сыновей.

## Карьера
С 1975 года — сотрудник Министерства иностранных дел БССР, занимал ряд руководящих постов, был послом Республики Беларусь в США, первым заместителем министра иностранных дел Республики Беларусь.
- В 1975—1980 годах — второй, первый секретарь Министерства иностранных дел БССР.
- В 1980—1988 годах — помощник министра иностранных дел БССР.
- В 1988—1991 годах — заместитель начальника отдела международных организаций МИД БССР.
- В 1991—1992 годах — заместитель постоянного представителя Беларуси при ООН.
- В 1992—1993 годах — временный поверенный в делах Беларуси в США.
- В 1993—1997 годах — чрезвычайный и полномочный посол Республики Беларусь в США, с 3 декабря 1994 года был также послом в Мексике по совместительству
- В 1997—2001 годах — первый заместитель министра иностранных дел Беларуси.

Указом Президента Республики Беларусь от 15 мая 2001 года № 329 С. Н. Мартынов был назначен Чрезвычайным и Полномочным Послом Республики Беларусь в Королевстве Бельгии, Постоянным представителем Республики Беларусь при Европейских сообществах и Постоянным представителем Республики Беларусь при Организации Североатлантического договора по совместительству, оставался на этом посту до 21 марта 2003 года.
3 августа 2001 года вручил копии верительных грамот шефу протокола Европейской комиссии Ж. де Баенсту. Шеф протокола отметил, что с этого момента С. Н. Мартынов может выполнять свои функции в полном объёме, включая организацию рабочих встреч в структурах Европейского союза.
5 сентября 2001 года вручил верительные грамоты генеральному секретарю НАТО лорду Джорджу Робертсону.
25 сентября 2001 года вручил верительные грамоты бельгийскому королю Альберту II.
27 сентября 2001 года вручил верительные грамоты действующему председателю Совета Европейского союза госпоже Аннеми Нейтс.
21 марта 2003 года назначен министром иностранных дел Беларуси.
20 августа 2012 года освобождён от занимаемой должности.

## Награды
- Орден Отечества III степени (20 августа 2012) — за многолетнюю работу в области внешней политики, плодотворную деятельность по развитию международных отношений, укреплению авторитета Республики Беларусь на международной арене[2].
- Орден Почёта (1 марта 2006) — за высокие достижения в производственной и социально-культурной сферах, значительный личный вклад в выполнение плановых показателей социально-экономического развития республики в 2001—2005 годах[3].
- Нагрудный знак МИД России «За вклад в международное сотрудничество» (2007) — за вклад в международное сотрудничество[4].
- Медаль Мхитара Гоша (16 декабря 2021, Армения) — по случаю 30-летия независимости Армении, за значительный вклад в укрепление и развитие дружественных отношений с Республикой Армения, углубление политического и экономического сотрудничества[5].